# Antónis Mínou
Pour les articles homonymes, voir Minou.
Antónis Mínou (en grec moderne : Αντώνης Μήνου), né le 4 mai 1958 à Aridaia, est un footballeur grec évoluant au poste de gardien de but. Il a participé à la coupe du monde 1994 aux États-Unis où son équipe enchaîna trois défaites consécutives et encaissa 10 buts. Il joua seulement le premier match face à l'Argentine (défaite 4-0). Il a aussi entraîné l'AEK Athènes en 1998.

## Carrière
- 1980-1982 :  PAE Kastoria
- 1982-1988 :  Panathinaïkos
- 1988-1993 :  AEK Athènes FC
- 1993-1996 :  Apollon Smyrnis[1]

## Palmarès
- Champion de Grèce en 1984, 1986, 1989, 1992, 1993.
- Vainqueur de la Coupe de Grèce en 1984, 1986, 1988.
- Vainqueur de la Supercoupe de Grèce en 1990.
- Vainqueur de la Coupe de la ligue grecque en 1989.

- International grec de 1986 à 1994 : 16 sélections.